# Hrubieszowianie
Hrubieszowianie – grupa etnograficzna ludności polskiej zamieszkująca tereny od Dubienki po Dołhobyczów.
Historyczne ziemie okolic Hrubieszowa znajdują się na wschodniej Zamojszczyźnie i południowo-wschodniej Chełmszczyźnie.